# 古座站
古座站（日语：／ Koza eki */?）是位於和歌山縣東牟婁郡串本町，屬於西日本旅客鐵道（JR西日本）的紀勢本線（紀國線）車站。事務管號碼為▲622051。
本站原本位於古座町，後來該町被合併成為串本町，並同時成為串本町的代表車站。特急「黑潮號」在此站停靠。部分特急在2011年3月12日時間表修正前通過此站，在修正後，所有特急均停靠此站。

## 歷史
- 1936年（昭和11年）12月11日 - 國鐵紀勢中線下里站至串本站之間開通，此站啟用[1]。
- 1940年（昭和15年）8月8日 - 江住站至串本站之間開通，同時路線改名為紀勢西線[1]。
- 1959年（昭和34年）7月15日 - 三木里站至新鹿站之間開通，同時路線改名為紀勢本線[1]。
- 1985年（昭和60年）3月14日 - 時間表修正後，部分特急「黑潮」停此站。
- 1987年（昭和62年）4月1日 - 伴隨國鐵分割民營化，車站由西日本旅客鐵道（JR西日本）營運[1]。
- 2002年（平成14年）12月15日 - 車站大樓翻新。
- 2011年（平成23年）3月12日 - 時間表修正，所有特急均停此站。
- 2016年（平成28年）12月17日 - 車站可以使用「ICOCA」智能卡[3]。

## 車站構造
此站為設有1面2線的島式月台，可進行列車交會的地面車站。此站是由新宮站負責管理的業務委託車站，並坐落在海拔約4.9公尺。站房位於路線的東邊，沒有跨線橋，月台與站房之間設有斜道和站內平交道。本站相比鄰近的車站較大，在站房側邊設有2條側線。

### 月台
| 月台 | 路線   | 方向               |
| ---- | ------ | ------------------ |
| 1    | 紀國線 | 串本、和歌山方向   |
| 2    | 紀國線 | 紀伊勝浦、新宮方向 |

- 以上的路線名是使用旅客資訊上的名稱（愛稱）。

### 站房
站內設有走廊和進駐了「古座觀光協會」。「古座觀光協會」設有租借划艇服務，於古座川下流（在車站東邊向南流動）進行划艇服務。在站內設有相關設施（包括接待處、商店和更衣室），艇庫（獨木舟的倉庫）設置於車站旁邊。

## 使用狀況
以下列出近年1日平均乘車人次。
| 年度   | 一日平均 乘車人次 |
| ------ | ----------------- |
| 1998年 | 449               |
| 1999年 | 390               |
| 2000年 | 311               |
| 2001年 | 290               |
| 2002年 | 281               |
| 2003年 | 273               |
| 2004年 | 266               |
| 2005年 | 252               |
| 2006年 | 251               |
| 2007年 | 253               |
| 2008年 | 244               |
| 2009年 | 239               |
| 2010年 | 232               |
| 2011年 | 214               |
| 2012年 | 229               |
| 2013年 | 234               |
| 2014年 | 208               |
| 2015年 | 181               |
| 2016年 | 162               |
| 2017年 | 156               |

## 車站周邊
車站位於古座川的川口附近。在川口西岸為西向村落，東岸為古座村落，均為大型村落。在車站的西面設有一個名為岩淵的地方。西向是在串本町合併前曾存在的古座町中心地方名稱，在車站周邊設有串本町政廳古座分廳舍（前古座町政廳），以及各設施。
此外，現時古座町的中心的名為「大字古座」，「古座」之前不是町名，在1956年3月，古座町、西向町與田原村合併，成為古座町，由於古座川的知名度較高，因此新町名名為古座，但在2005年被合併至串本町。而「大字古座」，是位於車站附近的國道42號向東行，在跨過古座川的古座大橋後便到達「大字古座」。
車站周邊名為岩淵，向古以來都是木材工業的地方，現時還有數間工廠，在車站周邊可看見木材工廠。從車站出發越過古座川到達東岸後，便到達古座川町中心村落，名為高池，在該處設有古座川町政廳。
- 串本町政廳古座分廳舍（前古座町政廳）
- 古座川町政廳
- 串本町立西向小學
- 串本町立古座小學
- 串本町立古座中學
- 古座川町立高池小學
- 古座町古座川町學校組合立古座中學
- 和歌山縣立串本古座高等學校（日语：和歌山県立串本古座高等学校）古座校舍
- 和歌山縣新宮保健所古座分所
- 古座郵局
- 古座中湊郵局
- 紀陽銀行（日语：紀陽銀行）古座分店
- 第三銀行（日语：第三銀行）古座分店
- 串本警署（日语：串本警察署）古座崗亭
- 古座川消防組合消防總部
- 古座川消防組合古座川消防署
- 月野瀨溫泉（日语：月野瀬温泉）
- 湯之花溫泉（日语：湯の花温泉 (和歌山県)）
- 國道42號

## 巴士路線
古座川町故鄉巴士
- 本川線
  - 古座川醫院－古座站－中湊－政廳前－Hotan莊（日语：月野瀬温泉）－明神橋－明神學校前－一枚岩（日语：古座川の一枚岩）－三尾川橋－佐田櫻公園－五郎橋－下露－松根
- 小川線
  - 古座川醫院－古座站－中湊－政廳前－Hotan莊－明神橋－明神學校前－明神橋－中崎－瀧之拜－田川

## 相鄰車站
西日本旅客鐵道
 紀國線（紀勢本線）
- 特急「黑潮」停車站

紀伊田原－古座－紀伊姬

## 注腳
1. 1 2 3 4 5  曾根悟（監修）. 朝日新聞出版分冊百科編集部（編集） , 编. . 朝日百科週刊. 25號 紀勢本線、參宮線、名松線. 朝日新聞出版. 2010-01-10: 18–21.
2. ↑  日本國有鐵道旅客局(1984)『鉄道・航路旅客運賃・料金算出表 昭和59年４月20日現行』。
3. ↑  和歌山県内の特急 「くろしお」号停車駅で、ICOCAがご利用できるようになります！ （页面存档备份，存于） 西日本旅客鐵道 新聞發布 2016年8月9日
4. 1 2  使用站內時間表。可參照官方網站的時間表（在外部連結中）。
5. ↑  アクセス （页面存档备份，存于） - 古座觀光協會（2013年12月28日參閲）。
6. ↑  レンタルカヌーについて （页面存档备份，存于） - 古座觀光協會（2013年12月28日參閲）
7. ↑  『和歌山縣統計年鑑』及『和歌山縣公共交通機關等資料集』

## 外部連結
- 古座｜車站資訊：JR出門網 - 西日本旅客鐵道
- 古座觀光協會 （页面存档备份，存于）